# Спайроу-Маундз

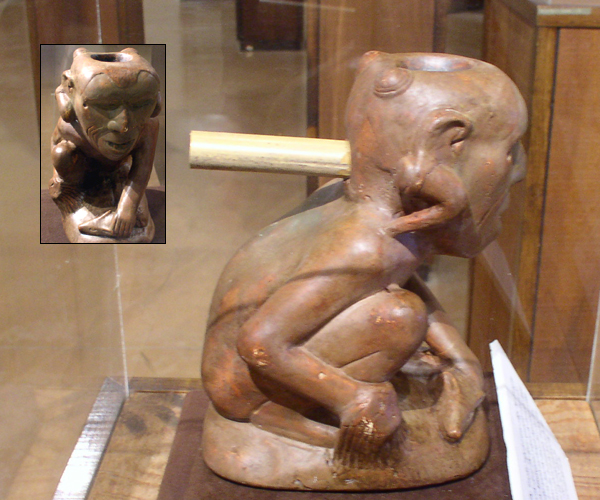
Кам'яна фігурна трубка, відома як «людина-грізлі» або «уклінний трясун». Знайдена при розкопках Спайроу

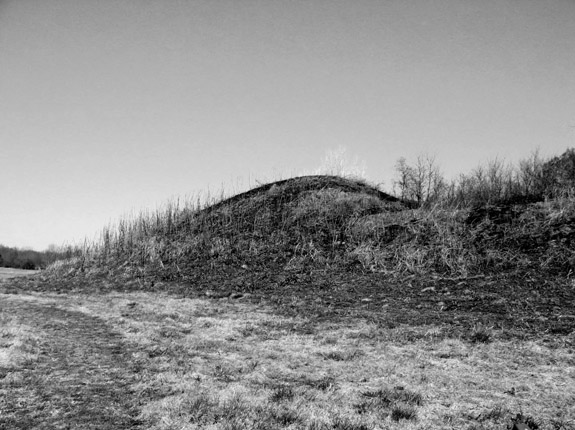
Курган Крейг в Спайроу (південно-східний край)

 Спайроу-Маундз — один з найважливіших доколумбових археологічних пам'яток в США. Він розташований на сході штату Оклахома поблизу сучасного міста Спайроу (Spiro). Пам'ятник відкритий для публічного відвідування та знаходиться під захистом Оклахомського історичного товариства.
Спайроу — крайня західна точка Міссісіпської культури, Що існувала в нижній частині річки Міссісіпі та її приток в період близько 800—1500 рр.. н. е.. Як й інші Міссісіпські протоміста, в Спайроу перебувало кілька земляних курганів, оточуючих центральну площу, де проводилися релігійні ритуали та інші громадські заходи. Населення жило в селищі (протомісті) поруч з площею, а крім нього, археологи виявили ще понад двадцять інших поселень в радіусі 7-8 кілометрів від основного. На відстані до 150 км знайдено залишки та інших поселень, які підтримували контакти зі Спайроу.
Околиці курганів Спайроу були населені в період 950—1450 рр.. н. е.. Тут знаходився адміністративний центр вождів, під керівництвом яких були споруджені 11 платформних курганів і 1 похоронний курган на площі 0,32 км² на південному узбережжі річки Арканзас. У центрі Спайроу-Маундз розташований група з 9 курганів, розташованих навколо овальної площі. На вершинах цих курганів перебували житла вождів або ж храмові споруди.
На думку археологів, Спайроу-Маундз було достатньо густонаселеним місцем приблизно до 1250 р., після чого населення перемістилося в довколишні селища. Спайроу-Маундз продовжував використовуватися як церемоніальний центр та некрополь приблизно до 1450 року, можливо, навіть пізніше.